# Tortaguttus
Tortaguttus es un género de foraminífero bentónico de la Subfamilia Oolininae, de la Familia Ellipsolagenidae, de la Superfamilia Polymorphinoidea, del Suborden Lagenina y del Orden Lagenida. Su especie-tipo es Entosolenia sigmoidella var. timmsensis. Su rango cronoestratigráfico abarca desde el Pleistoceno medio hasta la Actualidad.

## Discusión
Clasificaciones previas incluían Tortaguttus en la Superfamilia Nodosarioidea.

## Clasificación
Tortaguttus incluye a las siguientes especies:
- Tortaguttus sigmoidella
- Tortaguttus stiloensis
- Tortaguttus timmsensis